# Lokomotïv Fwtbol Klwbı 2009
Questa voce raccoglie le informazioni riguardanti il Lokomotïv Fwtbol Klwbı nelle competizioni ufficiali della stagione 2009.

## Stagione
In questa stagione il Lokomotiv, al suo primo anno di attività, si piazza secondo in campionato e viene eliminato in coppa al secondo turno dall'Aqtöbe, dopo aver battuto il Gefest al primo turno. 
Nonostante il secondo posto in campionato, non può partecipare ai preliminari di Europa League, in quanto sprovvista della licenza UEFA.

## Rosa
| N. |                         | Ruolo | Calciatore          |
| -- | ----------------------- | ----- | ------------------- |
| 1  | Kazakistan (bandiera)   | P     | David Loria         |
| 1  | Turkmenistan (bandiera) | P     | Ýewgeniý Naboýçenko |
| 2  | Kazakistan (bandiera)   | C     | Maqsat Baýjanov     |
| 3  | Kazakistan (bandiera)   | D     | Pavel Ateoschenko   |
| 4  | Nigeria (bandiera)      | D     | Patrick Ovie        |
| 5  | Kazakistan (bandiera)   | D     | Ïgorʹ Avdeyev       |
| 6  | Kazakistan (bandiera)   | C     | Marat Shahmetov     |
| 7  | Kazakistan (bandiera)   | C     | Ruslan Sakhalbaev   |
| 8  | Kazakistan (bandiera)   | C     | Qairat Äşırbekov    |
| 9  | Russia (bandiera)       | C     | Yegor Titov         |
| 10 | Kazakistan (bandiera)   | A     | Daniyar Khasenov    |
| 11 | Kazakistan (bandiera)   | C     | Andrey Tikhonov     |
| 12 | Serbia (bandiera)       | C     | Marko Mitrović      |
| 13 | Kazakistan (bandiera)   | D     | Arken Jakubbekov    |
| 14 | Kazakistan (bandiera)   | C     | Sergei Larin        |
| 15 | Kazakistan (bandiera)   | C     | Aleksandr Shatskikh |
| 16 | Uzbekistan (bandiera)   | A     | Maksim Shatskikh    |
| 17 | Kazakistan (bandiera)   | C     | Timur Khalmuratov   |
| 18 | Kazakistan (bandiera)   | A     | Kanat Bolatov       |
| 19 | Kazakistan (bandiera)   | D     | Rinat Abdulin       |
| 20 | Kazakistan (bandiera)   | C     | Andreı Karpovıch    |
| 21 | Kazakistan (bandiera)   | D     | Zhambyl Kukeyev     |
| 23 | Kazakistan (bandiera)   | A     | Zakhar Korobov      |

| N. |                       | Ruolo | Calciatore                |
| -- | --------------------- | ----- | ------------------------- |
| 24 | Kazakistan (bandiera) | P     | Denis Tolebaev            |
| 27 | Kazakistan (bandiera) | C     | Nursultan Kenenov         |
| 28 | Kazakistan (bandiera) | A     | Shyngyskhan Kudaybergenov |
| 32 | Kazakistan (bandiera) | P     | Roman Nesterenko          |
| 33 | Moldavia (bandiera)   | A     | Eduard Văluță             |
| 34 | Kazakistan (bandiera) | D     | Sergey Yakushin           |
| 35 | Kazakistan (bandiera) | A     | Arman Khalykov            |
| 36 | Kazakistan (bandiera) | D     | Timur Kasymov             |
| 37 | Ucraina (bandiera)    | A     | Roman Pacholjuk           |
| 40 | Kazakistan (bandiera) | C     | Abzal Beisebekov          |
| 43 | Kazakistan (bandiera) | D     | Ussov Beekzat             |
| 44 | Kazakistan (bandiera) | A     | Asyl Senbayuly            |
| 45 | Kazakistan (bandiera) | C     | Dmitry Romanovsky         |
| 55 | Kazakistan (bandiera) | D     | Damir Dautov              |
| 66 | Kazakistan (bandiera) | C     | Victor Kryukov            |
| 69 | Kazakistan (bandiera) | D     | Olzhas Kerimzhanov        |
| 70 | Kazakistan (bandiera) | D     | Maksim Samchenko          |
| 71 | Kazakistan (bandiera) | P     | Maksat Seydahmet          |
| 77 | Kazakistan (bandiera) | A     | Talgat Adyrbekov          |
| 80 | Kazakistan (bandiera) | C     | Madiyar Muminov           |
| 88 | Kazakistan (bandiera) | C     | Dauren Sydykov            |
| 90 | Kazakistan (bandiera) | P     | Akhan Inkarbekov          |
| 99 | Kazakistan (bandiera) | A     | Murat Suyumagambetov      |